# Alissa Sadikova
 (janvier 2024).
Si vous disposez d'ouvrages ou d'articles de référence ou si vous connaissez des sites web de qualité traitant du thème abordé ici, merci de compléter l'article en donnant les références utiles à sa vérifiabilité et en les liant à la section « Notes et références ».
Pour les articles homonymes, voir Sadykov.
Alissa Sadikova (en russe Алиса Садикова), née le 30 mars 2003 à Saint-Pétersbourg, est une harpiste prodige russe.